# Mariann
A Mariann női név származhat a Mária névnek az eredetihez közelálló Mariam vagy a középkori angol és francia Marion változatából, de eredhet a latin Mariana névből is. Később több nyelvben a Mária és az Anna nevek összetételeként értelmezték. Jelentése: mirha, keserűség,kegyelem, könyörület ( A Mária és az Anna névből ) 

## Rokon nevek
Marianna

## Gyakorisága
Az 1970-es és 80-as években gyakori volt, de az 1990-es években már csak ritka név, a 2000-es években nem szerepel a 100 leggyakoribb női név között.

## Névnapok
- április 27.[2]
- április 30.[2]

## Híres Mariannok
- Ambrus Mariann evezős
- Csernus Mariann Kossuth-díjas színésznő
- Falusi Mariann énekes, rádiós és televíziós műsorvezető
- Nagy Mariann válogatott kézilabdázó
- Nagy Mariann válogatott labdarúgó
- Peller Mariann műsorvezető
- Törőcsik Mari háromszoros Kossuth-díjas színésznő,  a Nemzet Színésze és a Nemzet Művésze
- Vízkelety Mariann jogász, államtitkár
- Kerner Mariann  költőnő